# Kentz
Kentz Corp. Ltd. — ірландський інженерний та будівельний бізнес, який обслуговував клієнтів, в першу чергу в нафтогазовій, нафтохімічній, гірничодобувній та металургійній галузях. Компанія існувала до її поглинення в 2014 році.

## Історія
Компанія була заснована Майклом Френсісом Кентом електричним підрядним бізнесом в Клонмелі в Тіпперрі в 1919 році. Бізнес перейняв його брат у 1948 році, а потім його син Франк у 1963 році. 
Бізнес, який був перейменований на MF Kent та швидко розширився протягом 1970-х та 1980-х років, оскільки він покращив ірландську телекомунікаційну мережу. У 1987 році його придбав Гус Керні, майбутній генеральний директор, який розширив операції на Сінгапур, Іспанію та Африку. 
В 1994 році малайзійська група, Peremba купила значний пакет акцій у бізнесі. 
Компанія змінила свою назву на Kentz, після покупки. Х'ю О'Доннелл був призначений керівником у 2000 році, і компанія згодом була зареєстрована на альтернативному інвестиційному ринку у лютому 2008 року. Kentz був переведений на головний ринок Лондонської фондової біржі у липні 2011 року. Крістіан Браун став головним керівником у лютому 2012 року.
23 червня 2014 року монреальська SNC-Lavalin Group Inc. погодилась придбати Kentz за 2,1 млрд. дол. США (1,95 мільярдів доларів). 22 серпня 2014 року група SNC-Lavalin оголосила, що вона завершила придбання Kentz, і що Kentz була виключена з Лондонської фондової біржі.

## Операції
Кентц має операції в 30 країнах світу, включаючи Америку, Близький Схід, Африку, Австралію, Далекий Схід та Європу.
Основні бізнес-підрозділі компанії:
- Інженерія, закупівля та будівельні послуги;
- Будівництво;
- Послуги технічної підтримки.